# سیاری مکونن
سیاری مکونن (انگلیسی: Se'are Mekonnen؛ – درگذشته: ۲۲ ژوئن ۲۰۱۹) فرد نظامی اهل اتیوپی بود. او تا قبل از سوءقصد ۲۲ ژوئن ۲۰۱۹ که منجربه کشته شدن وی شد، رئیس ستاد ارتش و نیروهای دفاع ملی اتیوپی بود.